# Robert Knox (acteur)
Pour les articles homonymes, voir Robert Knox.
Robert Knox, né le 21 août 1989 dans le comté du Kent et mort le 24 mai 2008 à Londres, est un acteur britannique, connu pour son rôle de Marcus Belby dans Harry Potter et le Prince de sang-mêlé.

## Biographie
Il a été mortellement poignardé à la sortie d'un pub à Sidcup en essayant de protéger son frère le 24 mai 2008. Le 5 mars 2009, son meurtrier est condamné à la prison à vie assorti d'une peine de sûreté de 20 ans.

## Filmographie

### Cinéma
- 2004 : Le roi Arthur : (non crédité)
- 2009 : Harry Potter et le prince de sang-mêlé : Marcus Belby

### Télévision

#### Séries télévisées
- 2007 : After You've Gone : Josh